# 海保知里
海保 知里（かいほ ちさと、1975年10月13日 - ）は、日本のフリーアナウンサー。愛称は「ガチャピン」。
香川県生まれ、千葉県千葉市育ち。有限会社ヤマダックス所属。血液型B型。身長163cm。
渋谷教育学園幕張高等学校、東京女子大学現代文化学部卒業。
TBSを退職後フリーアナウンサーとなる。

## 来歴・人物
1999年4月、TBS（現在：TBSHD。以下同じ）に入社しアナウンサー34期生となる。同期は豊田綾乃、佐藤文康に報道局記者の村瀬健介。ラジオを志望する。
『はなまるマーケット』には入社半年後からコーナー担当として断続的に出演していたが、2004年10月に司会陣に加わる。2005年3月28日からは、開始当初からのメンバーだった斎藤哲也の降板に伴い、単独で岡江久美子、薬丸裕英と日々のレギュラー陣の相手を務めた。月曜から金曜まで毎日出演することに伴い、週末の『サンデージャポン』や『小堺一機のサタデーウィズ』を降板。
『Cat Chat 英語でFRIENDS DX』（BS-i）での“キャンディ（Candy）”お姉さんを演じたほか、『COUNT DOWN TV』のキャラクターの声当て、ラジオCM（日東紅茶など）のナレーションなど、アナウンス以外の業務でも活動する。
2007年8月20日に婚約、8月23日に婚姻届を提出したことを『はなまる』で報告。夫は東宝に勤務する当時アメリカ合衆国在住の日本人。2006年夏に現地の友人を訪れた際に紹介され、2006年年末から交際していた。
9月28日、『はなまる』を降板。他のレギュラー番組も9月30日までに『Cat Chat』を除いて降板し渡米。有給休暇、取得日消化後は特別繰越休暇の期間に入った。結婚を理由のいわゆる寿退社したアナウンサーとしては、TBSでは木場弘子（元野球選手与田剛夫人）以来およそ15年ぶりとなる。
2008年5月に一時帰国し、5月25日に東京都内において結婚式並びに結婚披露パーティーを挙行。5月29日には『Cat Chat』お姉さん役の交代セレモニー記者会見に後任の新井麻希と共に臨み（後述）、6月23日にTBSを正式に退社。このため今日TBSグループのテレビジョン放送事業を運営するTBSテレビに在籍したことはない。
局アナ時代から、雑誌『週刊アスキー』（アスキー（現角川アスキー総合研究所））の記事にてレポートや執筆を行っていたが、退社後も引き続き雑誌やウェブサイトの記事にて同様の活動を行っている。
2006年10月には『週刊アスキー』の短期集中連載との連動企画でSo-net blogにてブログ「海保知里のポジティブになりゆ記」を開始。最初は10月と2007年7月の各1か月限定での更新だったが、退社発表後の2007年10月より毎月不定期で更新。2008年暮れより、『週刊アスキー』連動企画の冠を外し、海保オリジナルのデザインに一新された。2012年に中断。
2009年2月23日、「第81回アカデミー賞」外国語映画賞にノミネートされた『おくりびと』の製作スタッフが滞在していたロサンゼルスのホテルから、『みのもんたの朝ズバッ!』『ピンポン!』『2時っチャオ!』に現地リポーターとして生出演した。
2009年6月ごろより、テレビ番組制作会社・芸能事務所のヤマダックスへ杉本るみとともに所属。フリーアナウンサーとしての活動を本格的に開始。2010年6月10日、NHK衛星デジタルハイビジョンで放送されたトニー賞事前特番のナビゲーターとして、NHKの番組に初出演を果たした。
2012年3月12日、自身のブログにて、発信時点で妊娠6か月である事を発表。ニューヨーク時間の同年7月3日午後2時29分に2,880gの女児を帝王切開で出産。
さらに2013年11月8日、自身のブログにて、発信時点で妊娠6ヶ月である事を発表。現地時間の2014年3月17日に第2子である男児を出産。
2014年11月26日、夫の人事異動に伴い帰国。
2015年春から帰国後初のレギュラー番組『Fine!!』（TBSラジオ）にてパーソナリティーを務め、2017年3月29日をもって担当を降板。4月4日より1年間、『たまむすび』（TBSラジオ）の代理パーソナリティとして出演開始。
2018年夏現在、各地で英語絵本の読み聞かせ活動を行っている。

## エピソード

### はなまるマーケットにて
2006年3月17日放送の「とくまる：痛くなくても要注意・外反母趾・意外な事実と解決法」にて、重度の外反母趾であることが分かり、その際紹介された「つま先立ち運動」を実践し足指の反りを問題ない範囲まで矯正したが、その後も継続して行った結果、2006年8月17日放送「もっとキレイに!健康に!カラダ大変身SP!」にて完治状態にまで改善したことを発表した。その後2013年4月13日のブログで「ちょっと歩いただけで　外反母趾のところが痛みだし」と書いて、外反母趾の再発を公表している。

### Cat Chat関連
- 親の仕事のため、6歳 - 11歳までアメリカに住んでいた帰国子女で英語検定1級・TOEIC980点。
- TBS時代には『Cat Chat 英語でFRIENDS DX』（BS-i）で、母語話者の発音を子供たちに教えているお姉さん“キャンディ（Candy）”役を演じたほか、『はなまる』の火曜コーナー「アマノッチのI can! You can!キャイ〜ングリッシュ」でも役名でコーナー進行を担当した。
- 渡米後も『Cat Chat』については、諸般の事情により引き続き放送を継続。2008年3月30日の放送で、後任として“クッキー（Cookie）”こと新井麻希（当時TBSアナウンサー、現在はフリーアナウンサー）の出演が発表される。新井は5月4日放送分から出演。
- 一時帰国後の2008年5月29日に『Cat Chat』お姉さん役の交代セレモニー記者会見に新井と共に臨み、すでにこの時点で自身のブログで公表[4]していたが、改めて「（2008年）6月23日を以てTBSを退職することになります」と発表した[14]。放送スケジュール上では6月1日の放送がキャンディとして最後の出演となる。ただし6月8日以降も海保がナレーションを務めたコーナーが時々放送されていた。ブログでの海保本人の発言[4]から、この『Cat Chat』の引継ぎ問題が解決するまで、正式な退社手続きを見合わせていた[注釈 1]。

### その他
- 愛称の「ガチャピン」は、顔と体型が『ひらけ!ポンキッキ』（のちの『ポンキッキーズ』、フジテレビ）のキャラクターそっくりだったことに由来する。
- イラストが得意で、TBSサイトでは、2004年度及び2006年度の「アナウンサー通信」（TBSアナウンサー公式サイト）や、『小堺一機のサタデーウィズ』の番組サイトのイメージイラストを担当していた。
- 2007年9月末から、夫の勤務地のロサンゼルスに移住していたが、2008年11月頃に、夫の転勤でニューヨークへ転居[15]。なお、海保本人のブログ（外部リンク参照）では、夫のことを「相方くん」と表記している。2014年末帰国[16]。
- フリーアナウンサーの中澤有美子は高校時代の同級生で、元フジテレビアナウンサーの内田恭子は就職活動時からの友人である。

## TBSアナウンサー時代の出演番組

### テレビ（TBS）
特記のないものはすべてTBSテレビの番組。
レギュラー出演
- サンデージャポン（アシスタント：2002年1月 - 2004年9月）
- はなまるマーケット
  - はなまるエプロン隊（1999年10月 - 2000年3月）
  - センスアップ! マガジン（伊藤かずえ担当の月曜日コーナー：2003年10月 - 2004年3月）
  - 今ドキ!（藤吉久美子担当の金曜日コーナー：2004年4月 - 9月）
  - 司会・進行担当（月曜日 - 金曜日レギュラー：2004年10月 - 2007年9月28日）
- エクスプレス （中継：2000年4月 - 9月）[17][18]
- JNNニュースの森 （スポーツ担当：2000年10月 - 2001年3月）[17][18]
- JNNスポーツ&ニュース  2001年10月 - 2002年3月
- 海保知里のマルチ6（ - 2002年3月）[17][18][19]
- 世界かれいどすこうぷ (不明 - 2002年3月)
- 特選名品館 （ナレーション）
- JNNフラッシュニュース 水曜日担当
- JNNイブニング（JNNニュースバード）水曜日担当
- 深夜の星 くりぃむしちゅーのクイズ!ギャップ・アンケート（2004年4月 - 5月）
- らくうま!（2005年4月 - 2007年6月）
- アスリート応援TV! ニッポン!チャ×3（2006年4月 - 8月頃）
- COUNT DOWN TV（「チーちゃん」声の出演：2002年1月 - 2007年9月29日）
  - 年越しプレミアライブ等特番（サブ司会者：2002年 - 2007年）
- Cat Chat（キッズステーション、2002年7月15日 - 2003年8月1日）Candyお姉さん 役
  - Cat Chat 英語でFRIENDS（キッズステーション、2003年8月4日 - 2004年8月27日）
  - Cat Chat 英語でFRIENDS DX（キッズステーション・BS-i、2004年10月18日 - 2008年5月27日）

単発出演など
- USO!?ジャパン（小倉弘子の2002年ソルトレークシティオリンピックでの海外出張期間の代理出演）
- 5分で解けるトリックストーリー（2004年4月9日）
- 関口宏の東京フレンドパークII 「TBS局アナ軍団来襲で赤面大クラッシュ!!スペシャル」
- うたばん（2006年4月27日、5月25日）
- デジ屋台 「祝200回記念!!隠れたキーワードを当てろ!一発逆転!スクエアクイズ女子アナスペシャル」（2006年6月4日）
- クイズ!日本語王 ゲスト解答者 （2006年6月15日）
- オールスター赤面申告!ハプニング大賞
  - 超豪華!オールスター赤面申告ハプニング大賞2006秋「TBS女子アナハプニングコレクション」（2006年10月6日）
  - オールスター赤面申告ハプニング大賞2007秋 （2007年10月3日）
- ママアナのデジ@缶（ゲスト：2007年3月18日、3月25日、4月1日、コメント：9月16日）
- 選挙特別番組 おもに首都圏中継担当
  - 衆院選開票特別番組『票決!ライブ2000』（2000年6月）
  - 参院選開票特別番組『票決!ライブ2001』（2001年7月）
  - 参院選開票特別番組『乱!参議院選挙2007』（2007年7月）
- 輝け芸能人なりきりバンド王座決定戦SP ザ・タレバンコン（2007年10月2日）[20]
- 第二アサ秘ジャーナル（2007年10月17日、10月24日、10月31日）[注釈 2]
- 涙の晩餐 最高の料理で感謝の気持ちを伝えたいSP（2008年1月4日）[21]
- イブニングDonDon（山陽放送。2007年6月1日、ゲスト）
- 68（BS-i・BSフジ、当時フジテレビアナウンサーだった内田恭子と共演）

### ラジオ（TBS）
特記のないものはすべて「TBSラジオ」の番組。
- 小堺一機のサタデーウィズ（2000年4月 - 2004年9月、アシスタント）[17][18]
- ブジオ!（2005年10月 - 2006年3月、火曜日担当）
- デジタル解決頭巾デジ虫
- ミュージックキャラバン（中継）[17][18]
- こども音楽コンクール[17][18]
- 豊田綾乃 プレシャスサンデー（2006年9月10日、豊田の代役）
- 唐沢俊一のポケット（2006年4月 - 2007年3月23日、アシスタント）
- 講談社 ラジオブックス
  - わらいっ子（2007年7月9日 - 7月13日）
  - つるばら村の理容師さん（2007年9月24日 - 9月28日）ほか朗読

## フリーアナウンサー転向後の出演番組

### テレビ（フリー）
- みのもんたの朝ズバッ!、ピンポン!、2時っチャオ!（以上TBSテレビ、2009年2月23日）
  - 第81回アカデミー賞現地リポーターとして生出演。
- 夢の扉 〜NEXT DOOR〜（TBSテレビ、2009年8月2日[注釈 3]）- ドリームナビゲーターとして出演
- トニー賞授賞式2010〜授賞式直前“トニー賞2010”最新情報〜（NHKデジタル衛星ハイビジョン、2010年6月10日）
  - ナビゲーターを務める。フリー転向後、初のNHK出演となった。2011年の同特番（6月11日放送）にも出演。
- ごきげんよう フジテレビ (2009年11月27日 - 12月1日)
- 小堺一機のニューヨークエコ歩き（BS朝日、初回放送・2010年10月17日）
  - 在住先のニューヨークでの案内役。
- にじいろジーン  (2010年11月27日)
- Together〜だれにも言えないこと〜（BS-TBS、2015年7月25日、8月22日）
- CSI：フェス2015（AXN、2015年7月12日 - 8月30日）
- YKK AP プレミア・ナビ（ムービープラス 2015年10月 -） 土曜20:55、日曜午後、火曜21:00
  - 小堺一機と映画を紹介するミニ番組
- 爆報! THE フライデー（TBS、2016年11月18日・2019年3月14日）
- グッとラック!（TBS、2019年9月30日 - 不明）不定期でコーナーリポーターのみ

### ラジオ（フリー）
- 爆笑問題の日曜サンデー（TBSラジオ、2010年10月31日、「27人の証言」調査員）
- 土曜日レディ～Lady Saturday Go（NHK-FM、2010年11月13日）
- ニュース探究ラジオ Dig（TBSラジオ、2010年12月29日、当時住んでいたニューヨークから電話で出演）
- 田中雄介の食卓応援隊（TBSラジオ、2011年1月2日・1月9日）
- パックンマックン・海保知里の英語にThank you!（TBSラジオ、2011年7月4日 - 2013年3月25日、ニューヨークより収録参加）
- 爆笑問題の日曜サンデー（TBSラジオ、 2015年4月19日・2016年10月23日）
- ピートのふしぎなガレージ（TOKYO FM、第128話）
- Fine!!（TBSラジオ、2015年3月31日 - 2017年3月29日、火曜日・水曜日担当）
  - Fine!!（2018年9月1日・2019年9月21日、池田めぐみ夏休みの代理出演[22][23]）
- たまむすび（TBSラジオ、2017年4月4日 - 2018年3月27日、火曜日担当パーソナリティー）
- おはよう定食 おはよう一直線（TBSラジオ、2025年2月20日・21日・27日・28日、3月13日・14日・27日・28日パーソナリティー）

## 雑誌
- 週刊アスキー（PC関係で登場多数）
- 京成らいん（京成電鉄広報誌 2005年3月）
- 毎日小学生新聞 カイホちゃんのNYワッツアップ!コラム (2010年 - 2014年)
- 女性セブン （2012年12月20日号、海保知里アナ手帳術）
- シアターガイド わたしの今月（海外版）[要出典]
- 毎日新聞 2016年4月22日　東京朝刊【ヘルシーリポート】